# Disturbios de Birmingham de 1791

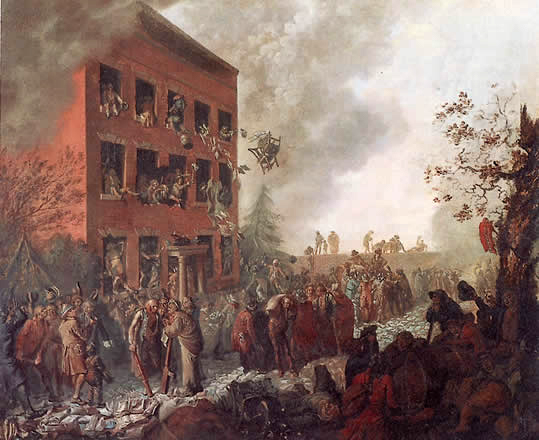
Invasión de la casa de Joseph Priestley, Fairhill.

Los disturbios de Birmingham de 1791, también conocidos como disturbios de Priestley (en inglés: Priestley Riots), tuvieron lugar entre el 14 y el 17 de julio de 1791 en Birmingham (Inglaterra). Los principales objetivos de los alborotadores eran los disidentes religiosos y muy particularmente Joseph Priestley, un personaje controvertido tanto teológica como políticamente. Varios asuntos de actualidad locales y nacionales contribuyeron a agitar las pasiones de los alborotadores, desde ciertos desacuerdos sobre la venta de ciertos libros en bibliotecas públicas hasta las controversias en torno a los intentos de los disidentes de obtener los plenos derechos civiles, así como el apoyo de los mismos a la Revolución francesa.
Los disturbios comenzaron con el ataque a un hotel donde se celebraba un banquete de solidaridad con la Revolución francesa. Después, tras comenzar por la casa y la iglesia de Joseph Priestley, los manifestantes atacaron y quemaron cuatro iglesias disidentes, veintisiete casas y varios comercios. Muchos de ellos se embriagaron con el licor que encontraban durante los saqueos o con el que trataban de sobornarlos para detener la quema de casas. Sin embargo, no pudieron sobornar a un pequeño grupo, que se mantuvo sobrio. Los alborotadores no solo quemaron las casas de los disidentes y sus iglesias, sino también las de personas a las que asociaban con ellos, como la casa donde se reunían los miembros de la científica Lunar Society (Sociedad Lunar). 
Aunque los disturbios no los inició la administración del primer ministro William Pitt, el gobierno nacional fue lento en su respuesta a la solicitud de ayuda de los disidentes. Al parecer, algunos funcionarios locales de Birmingham participaron en la planificación de los disturbios y, posteriormente, fueron renuentes a la hora de perseguir a sus cabecillas. El industrial James Watt escribió que los disturbios «la dividieron [a Birmingham] en dos partidos que se odiaban mortalmente entre sí». Los que habían sido atacados se vieron obligados a abandonar Birmingham poco a poco, dejando una ciudad aún más conservadora de lo que lo había sido a lo largo del siglo XVIII.

## Contexto histórico

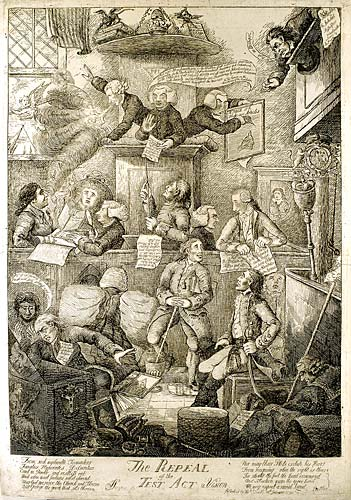
Repeal of the Test Act: A Vision, caricatura de James Sayers, donde se muestra a Priestley vomitando el humo de la herejía desde el púlpito.

### Birmingham
En el transcurso del siglo XVIII, Birmingham llegó a cobrar notoriedad por sus disturbios. En 1714 y 1715, los habitantes, formando parte de una muchedumbre que seguía el lema «Church and King» («¡Iglesia y Rey!»), atacaron a los disidentes (protestantes que no se ajustaban a la Iglesia de Inglaterra) en los disturbios de Sacheverell, que tuvieron lugar durante el juicio de Henry Sacheverell en Londres, y, en 1751 y 1759, arremetieron contra los cuáqueros y los metodistas. Durante los disturbios anticatólicos de Gordon de 1780, se reunieron en Birmingham grandes multitudes. En 1766, 1782, 1795 y 1800, el populacho protestó por el alto precio de los alimentos. Un contemporáneo describió a los manifestantes de Birmingham como «el populacho escandaloso, alborotador, descarado, desalmado, canalla, sinvergüenza y mafioso de Birmingham».
Hasta finales de los años 1780, las divisiones religiosas no afectaban a la élite de Birmingham. Disidentes y anglicanos vivían juntos en armonía. Estaban en los mismos comités de promoción de la ciudad, tenían intereses científicos comunes en la Sociedad Lunar y trabajaban juntos en el gobierno local. Se mantenían unidos contra lo que consideraban como la amenaza planteada por los plebeyos insubordinados. Después de los disturbios de 1791, el científico y clérigo Joseph Priestley aseguró en su Apelación al público sobre el tema de los disturbios de Birmingham (1791) que esa cooperación no había sido tan amistosa como se creía en general. Priestley reveló que las disputas sobre la biblioteca local Sunday Schools y sobre la asistencia a la iglesia habían dividido a los disidentes y a los anglicanos. En su «Narración de los disturbios de Birmingham» (1816), William Hutton, el impresor e historiador de Birmingham, coincidía con Priestley, explicando que fueron cinco los acontecimientos que atizaron el fuego de la fricción religiosa: los desacuerdos sobre la admisión de libros de Priestley en la biblioteca pública local, la preocupación sobre los intentos de los disidentes de derogar la Test Act y la Corporation Act de 1661, la polémica religiosa (en particular en relación con Priestley), un «panfleto incendiario» y una cena en la que se celebró el estallido de la Revolución francesa.
Una vez los disidentes de Birmingham empezaron a crear agitación para derogar la Test Act y la Corporation Act, que restringían los derechos civiles de los disidentes (impidiéndoles, por ejemplo, asistir a las universidades de Oxford o Cambridge, así como ocupar cargos públicos), la aparente unidad entre la élite de la ciudad había desaparecido. Unitaristas como Priestley se encontraban en la vanguardia de la campaña de derogación, por lo que el enojo y los nervios de los ortodoxos y los anglicanos crecieron. Después de 1787, la aparición de grupos disidentes formados con el único propósito de derogar estas leyes comenzó a dividir a la comunidad; sin embargo, los esfuerzos por lograr la derogación fracasaron en 1787, 1789 y 1790. El apoyo de Priestley a la derogación y sus opiniones religiosas heterodoxas, que eran del dominio público, inflamaron al populacho. En febrero de 1790, un grupo de activistas se reunió no solo para oponerse a los intereses de los disidentes, sino también para contrarrestar lo que consideraban una indeseable importación de los ideales revolucionarios franceses. Los disidentes apoyaban en gran medida la Revolución francesa y los esfuerzos de la misma por cuestionar el papel que la monarquía debía desempeñar en el gobierno. Un mes antes de los disturbios, Priestley intentó fundar una sociedad reformista, la Sociedad Constitucional de Warwickshire, que había de apoyar el sufragio universal y los parlamentos cortos. A pesar de que este intento fracasó, los esfuerzos por establecer una sociedad de esa clase aumentaron las tensiones en Birmingham.
Además de estas diferencias religiosas y políticas, tanto los alborotadores de clase baja como sus líderes anglicanos de clase alta tenían quejas por motivos económicos contra los disidentes, que eran de clase media. Envidiaban la creciente prosperidad de estos industriales así como el poder que venía acompañando a ese éxito económico. El historiador R. B. Rose habla de estos empresarios como pertenecientes a «una élite interna de magnates». El mismo Priestley había escrito un folleto, Informe sobre una sociedad para animar a los pobres industriosos (An Account of a Society for Encouraging the Industrious Poor, 1787), acerca de la mejor manera de extraer más trabajo de los pobres por la menor cantidad de dinero. Su insistencia en el cobro de deudas no le ganó las simpatías de las personas asoladas por la pobreza.

### Reacción británica a la Revolución francesa

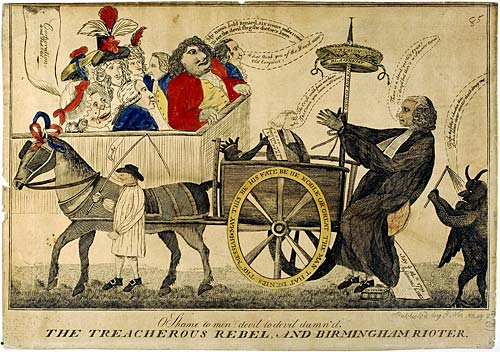
The Treacherous Rebel and Birmingham Rioter («El rebelde traicionero y el alborotador de Birmingham», ca. 1791), donde Priestley aparece como el rebelde perseguido por Satán (a la derecha).

El debate público sobre la Revolución francesa en Gran Bretaña duró desde 1789 hasta 1795. Inicialmente, muchas personas a ambos lados del canal de la Mancha pensaban que los franceses iban a seguir el patrón de la Revolución Gloriosa inglesa de hacía un siglo y por eso una gran parte del público británico veía positivamente la revolución. La mayoría de los británicos celebraron la Toma de la Bastilla en 1789, creyendo que la monarquía absoluta de Francia iba a sustituirse por una forma de gobierno más democrática. En esos primeros días tan intensos, los partidarios de la revolución creían, asimismo, que el propio sistema de gobierno del Reino Unido también sería sometido a reformas. Se extendería el derecho al voto y la redistribución de los límites de las circunscripciones parlamentarias eliminaría los llamados rotten boroughs («municipios podridos», en los que el sistema de voto estaba corrupto).
Después de la publicación de las Reflexiones sobre la Revolución francesa (1790) del estadista y filósofo Edmund Burke, en las cuales sorprendentemente rompía con sus colegas liberales whig para apoyar a la aristocracia francesa, comenzó una auténtica guerra de panfletos discutiendo sobre la revolución. Dado que Burke había apoyado a los colonos americanos en su rebelión contra Inglaterra, sus opiniones conmocionaron a todo el país. Mientras Burke apoyaba a la aristocracia, a la monarquía y a la iglesia establecida, liberales como Charles James Fox apoyaban la revolución y estaban a favor de un programa de libertades individuales, virtudes cívicas y tolerancia religiosa, y radicales como Joseph Priestley, William Godwin, Thomas Paine y Mary Wollstonecraft abogaban por un nuevo programa de republicanismo, socialismo agrario y la abolición de los «intereses territoriales». Alfred Cobban describe el debate que estalló como «quizás el último debate real sobre los fundamentos de la política en [Gran Bretaña]». Sin embargo, en diciembre de 1795, después del Reinado del Terror y de la guerra con Francia, quedaban pocos que apoyaran la causa francesa o creyeran que esa reforma se hubiera de extender a Gran Bretaña, y los sospechosos de seguir siendo radicales se convirtieron en el objeto de la suspicacia oficial y popular. 
Los acontecimientos que precipitaron los disturbios de Priestley llegaron menos de un mes después de la fuga y posterior arresto de la familia real francesa y en un momento en el que gran parte de las promesas iniciales de la Revolución francesa ya se habían disipado. No obstante, la espiral de violencia de la fase tardía de la Revolución francesa todavía no había comenzado.

## Indicios de los problemas

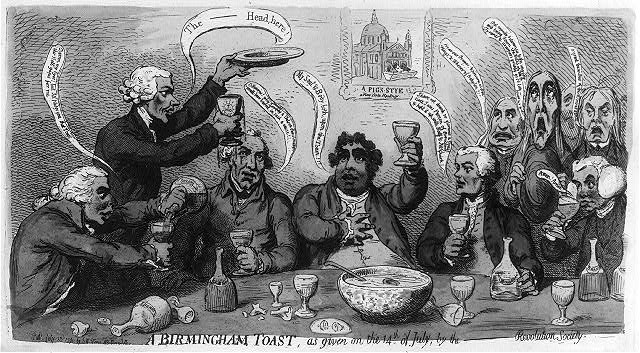
Caricatura de James Gillray, en la que se hace mofa de la cena del 14 de julio.

El 11 de julio de 1791, un periódico de Birmingham anunció que el 14 de julio se celebraría el segundo aniversario de la Toma de la Bastilla con una cena en un hotel local para conmemorar el estallido de la Revolución francesa; la invitación alentaba a que asistieran «todos los amigos de la libertad»:

Un grupo de caballeros tiene la intención de realizar una cena el día 14 del mes presente para conmemorar el auspicioso día que fue testigo de la emancipación de veintiséis millones de personas del yugo del despotismo y que restauró las bendiciones de un gobierno igualitario a una nación verdaderamente grande e ilustrada, nación con la cual es nuestro interés, como pueblo comercial, y nuestro deber, como amigos de los derechos generales de la humanidad, promover un libre intercambio, que ha de servir a una amistad permanente.

Cualquier amigo de la libertad, dispuesto a unirse a la sobria celebración, tenga la bondad de dejar su nombre en la barra del hotel, donde las entradas pueden adquirirse a cinco chelines cada una, incluyendo una botella de vino; pero no se admitirá a ninguna persona que no lleve su boleto.

La cena estará en la mesa a las tres horas de la tarde en punto.

A este anuncio lo acompañaba una amenaza: «una auténtica lista» de los participantes se publicaría después de la cena. El mismo día, un panfleto «ultrarrevolucionario», escrito por James Hobson (aunque su autoría no era conocida en esos momentos), se puso en circulación. Los funcionarios de la ciudad ofrecieron cien guineas para obtener información sobre la publicación del panfleto y su autor, lo cual fue en vano. Los disidentes se vieron obligados a alegar su ignorancia al respecto y renegar de las ideas «radicales» que promovía el panfleto. Para el 12 de julio, cada vez era más evidente que habría problemas en la cena. En la mañana del 14 de julio, se pintaron muchas paredes de la ciudad con grafiti con mensajes como «destruyamos a los presbiterianos» y «¡viva la Iglesia y el Rey!» En este punto, los amigos de Priestley, temiendo por su seguridad, le disuadieron de que asistiera a la cena.

## 14 de julio

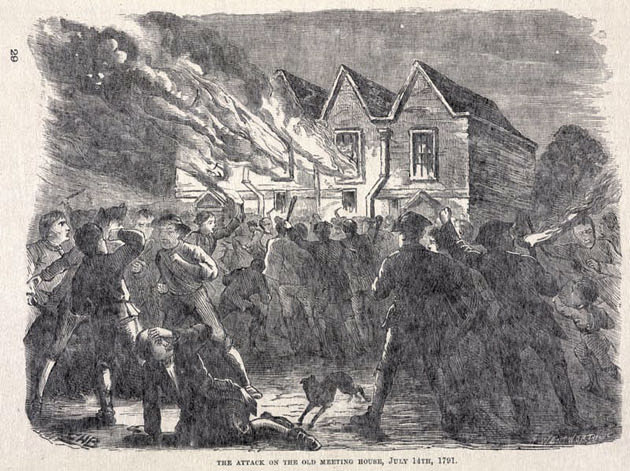
Destrucción de la capilla Old Meeting (grabado de Robert Dent, 1879).

Unos noventa simpatizantes de la Revolución francesa acudieron decididos al festejo el día 14; el banquete lo encabezaba James Keir, un industrial anglicano que era miembro de la Sociedad Lunar. Cuando los invitados llegaban al hotel entre las dos y las tres de la tarde, eran recibidos por sesenta o setenta manifestantes que se dispersaron temporalmente, gritando, de forma extravagante y más bien confusa: «¡No al papado!». En el momento en que terminó la cena, alrededor de las siete u ocho de la tarde, una multitud de centenares de personas se había reunido. Los alborotadores, «reclutados principalmente entre los artesanos y trabajadores industriales de Birmingham», lanzaban piedras a los invitados que salían, y después procedieron a saquear el hotel. El gentío se trasladó luego a la casa de reunión cuáquera, hasta que alguien gritó que los cuáqueros «nunca buscaban problemas con nada, ni de un lado ni del otro» y a cambio los convenció de atacar la capilla New Meeting, en la que Priestley presidía como ministro religioso. Quemaron la capilla New Meeting hasta dejar solo los cimientos, a lo cual siguió en seguida la quema de otra capilla de los disidentes, la Old Meeting.
Los alborotadores procedieron a dirigirse a la casa de Priestley, Fairhill. Priestley apenas tuvo tiempo para la evacuación; él y su esposa huyeron durante los disturbios de casa en casa de amigos disidentes. Poco después del evento, Priestley, describiendo la primera parte del ataque, de la cual fue testigo a cierta distancia, escribía:

Como había una luz de luna notoriamente tranquila y clara, podíamos ver a una distancia considerable, y, al estar en un terreno elevado, oíamos con claridad todo lo que pasaba en la casa, cada grito del populacho y casi cada uno de los golpes de los instrumentos que habían traído para derribar las puertas y destrozar el mobiliario. Pues no podían encender ningún fuego, aunque oímos a uno de ellos que ofrecía dos guineas por una vela encendida; mi hijo, a quien dejamos detrás de nosotros, había tomado la precaución de apagar todos los fuegos en la casa, y otros amigos míos habían logrado que todos los vecinos hicieran lo mismo. Posteriormente oí que estaban esforzándose mucho, sin efecto, para obtener fuego de mi gran máquina eléctrica, que se encontraba en mi biblioteca.

Su hijo, William, se quedó atrás con otras personas para proteger la casa de su familia, pero los alborotadores los superaban en número y finalmente saquearon y arrasaron la propiedad hasta los cimientos. La valiosa biblioteca de Priestley, su laboratorio científico y sus manuscritos se perdieron entre las llamas.

## 15, 16 y 17 de julio
Heneage Finch, cuarto conde de Aylesford, intentó detener la creciente violencia que se había generado en la noche del 14 de julio, pero a pesar de disponer de la ayuda de otros magistrados, fue incapaz de controlar a la multitud. El 15 de julio, la turba liberó a los prisioneros de la cárcel local. Thomas Woodbridge, el guardián de la cárcel, reclutó a varios cientos de personas para que le ayudaran a sofocar al populacho, pero muchas de ellas se unieron a los alborotadores. La multitud destruyó la casa de John Ryland, Baskerville House, y se bebieron todo el licor que se encontraba almacenado en su bodega. Cuando los agentes de policía recién nombrados llegaron a la escena, la turba les atacó y les desarmó. Una persona fue asesinada. Los magistrados locales y los refuerzos de la ley, tales como eran, no hicieron nada más para frenar a la turba y no leyeron la Riot Act hasta que los militares llegaron el 17 de julio.
El día 16, las casas de Joseph Jukes, John Coates, John Hobson, Thomas Hawkes, y John Harwood (este último, un ministro baptista ciego) fueron saqueadas o quemadas. La Baptist Meeting de Kings Heath, otra capilla disidente, también fue destruida. William Russell y William Hutton intentaron defender sus casas, pero no sirvió de nada, ya que los hombres que estaban a su servicio se negaron a luchar contra la turba. Hutton después escribió una narración de los sucesos:

Me apartaron como si fuera una pestilencia; olas de tristeza me arrastraban y me aplastaban con fuerzas multiplicadas, cada una con mayor dureza. Mis hijos estaban angustiados. Mi esposa, inmersa en una enorme aflicción, estaba dispuesta a abandonar mis brazos por los de la muerte, ¡y yo mismo me vi reducido a la triste necesidad de mendigar humildemente una cantimplora de agua en una casa de campo!... Por la mañana del 15 de julio yo era un hombre rico; por la noche estaba arruinado.

Cuando los alborotadores llegaron a la casa de John Taylor, cuidadosamente sacaron, antes de quemarla, todos los muebles y pertenencias de su actual ocupante, la viuda Lady Carhampton, pariente de Jorge III: se dirigían específicamente contra aquellos que estaban en desacuerdo con la política del rey y que, disconformes con la Iglesia de Inglaterra, ofrecían resistencia al control del Estado. Las casas de George Russell, un juez de paz, de Samuel Blyth, uno de los ministros de New Meeting, de Thomas Lee y de un cierto Mr. Westley fueron atacadas entre el 15 y el 16 de julio. Samuel Galton Jr., fabricante, cuáquero y miembro de la Sociedad Lunar, tan solo pudo salvar su casa sobornando a los alborotadores con ale y con dinero.
En torno a las dos de la tarde del 16 de julio, los alborotadores habían dejado Birmingham y se dirigían hacia Kings Norton y la capilla Kingswood; se calculó que un grupo de alborotadores contaba entre 250 y 300 personas. Quemaron la granja Cox en Warstock y saquearon y atacaron la casa de un tal Mr. Taverner. Cuando llegaron a Kingswood (Warwickshire), quemaron la capilla de disidentes y su masía. En ese momento, Birmingham había cerrado: los comercios y los negocios estaban paralizados.
Relatos de la época informan de que el último ataque sostenido por parte de la turba tuvo lugar hacia las ocho de la tarde del día 17. Unos treinta «alborotadores radicales» atacaron la casa de William Withering, un anglicano que asistía a la Sociedad Lunar con Priestley y con Keir. Pero Withering, ayudado por un grupo de hombres contratados, logró ahuyentarlos. Cuando el ejército llegó finalmente para restablecer el orden los días 17 y 18, la mayoría de los alborotadores se habían disuelto. Aunque se rumoreaba que las turbas estaban destruyendo propiedades en Alcester y Bromsgrove.
En total, cuatro iglesias disidentes habían sido gravemente dañadas o quemadas y veintisiete casas habían sido atacadas, muchas de ellas saqueadas e incendiadas. Habiendo comenzado por atacar a los que asistieron a la celebración de la Toma de la Bastilla el 14 julio, la turba del «Church-and-King» («¡Iglesia y Rey!») había terminado por extender sus objetivos hasta incluir a disidentes de todo tipo, así como a los miembros de la Sociedad Lunar.

## Los juicios después de los disturbios

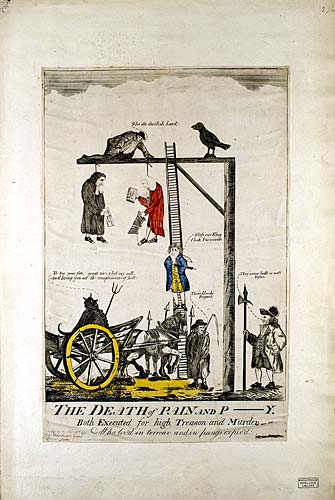
Cartel donde se muestra a Thomas Paine y a Joseph Priestley siendo ahorcados.

Priestley y otros disidentes culparon al gobierno por los disturbios, creyendo que los habían instigado William Pitt y sus seguidores; sin embargo, las pruebas parecen indicar que las revueltas realmente las organizaron algunos funcionarios locales de Birmingham. Algunos de los alborotadores actuaron de forma coordinada y parecía que durante los ataques les dirigían funcionarios locales, lo que dio pie a las acusaciones de premeditación. Algunos disidentes descubrieron que sus casas iban a ser atacadas varios días antes de que los amotinados llegaran, lo que los llevó a creer que había una lista preparada de víctimas. El «núcleo disciplinado de alborotadores», constituido solamente por unas treinta personas, dirigió la turba y se mantuvo sobrio durante los tres o cuatro días de las revueltas. A diferencia de los otros cientos que se les sumaron, no había modo de sobornarlos para que detuviesen la destrucción.
Si hubo un esfuerzo concertado por parte de la élite anglicana de Birmingham para atacar a los disidentes, fue con mucha probabilidad obra de Benjamin Spencer, ministro local, Joseph Carles, juez de paz y terrateniente, y John Brooke , fiscal, coronel y subcomisario. Aunque estaban presentes en el estallido de los disturbios, Carles y Spencer no hicieron el menor intento de detener a los alborotadores, y parece ser que Brooke los condujo a la capilla New Meeting. Varios testigos coincidieron en que «los magistrados prometieron protección a los amotinados, siempre que limitaran sus ataques a las casas de reunión (meeting-houses) pero dejaran en paz a las personas y a sus bienes». Los magistrados también se negaron a arrestar a ninguno de los alborotadores y pusieron en libertad a los que ya habían sido detenidos. Instruidos por el gobierno nacional a que procesaran a los instigadores del motín, los funcionarios locales arrastraron sus talones. Cuando finalmente se vieron obligados a juzgar a los cabecillas, intimidaron a los testigos y convirtieron los procesos en una farsa. Solo se llevó a juicio a diecisiete de los cincuenta alborotadores que habían sido acusados; cuatro fueron condenados, de los cuales uno fue perdonado, dos fueron ahorcados, y el cuarto fue transportado a Botany Bay. Pero Priestley y otros creían que a estos hombres se les declaró culpables no porque fuesen alborotadores, sino porque «eran personajes infames en otros aspectos».
A pesar de que se había visto obligado a enviar tropas a Birmingham para sofocar los disturbios, el rey Jorge III comentó: «no puedo sino sentirme muy complacido por el hecho de que Priestley sea quien sufre por las doctrinas que él y su partido han inculcado, y que la gente les vea en su verdadera luz». El gobierno nacional obligó a los residentes locales a pagar la indemnización a las personas cuyos bienes habían sido dañados: el costo total ascendía a £23 000. Sin embargo, el proceso duró muchos años y la mayoría de los residentes recibieron mucho menos que el valor de sus bienes.
Después de los disturbios, Birmingham, según el industrial James Watt, «se dividió en dos partidos, que se odian a muerte mutuamente». Inicialmente, Priestley quería regresar y recitar un sermón sobre el versículo de la Biblia «Padre, perdónalos, porque no saben lo que hacen», pero sus amigos, convencidos de que era demasiado peligroso, lo disuadieron. A cambio, escribió su Apelación: 

Nací inglés como cualquiera de ustedes. Aunque, como disidente, he trabajado bajo restricciones de derechos civiles, he puesto mi parte desde hace mucho en apoyo al gobierno, y supuse que contaba con la protección de su constitución y sus leyes para mi patrimonio. Sin embargo, me he sentido muy profundamente decepcionado, como podrá sentírselo cualquiera de ustedes si, como yo, con o sin causa, llegaran a ser tan desafortunados como para recabar el odio popular. Ya que entonces, como ustedes han visto en mi caso, sin ningún tipo de juicio de clase alguna, sin ninguna explicación de su crimen, o del peligro que ustedes constituyen, sus casas y todas sus propiedades pueden ser destruidas, y tal vez no tengan la suerte de escapar con vida como lo he hecho yo.... ¿Qué son las viejas Lettres de Cachet francesas o los horrores de la demolida Bastilla, en comparación con esto?

Los disturbios revelaron que la aristocracia anglicana de Birmingham no era reacia al uso de la violencia contra los disidentes, a los que consideraban revolucionarios en potencia. Tampoco tenían reparos a la hora de levantar a una turba potencialmente incontrolable. Muchos de los atacados se marcharon de Birmingham; como resultado, la ciudad se volvió notoriamente más conservadora después de los disturbios. El resto de partidarios de la Revolución francesa decidieron no celebrar una cena en memoria del asalto de la Bastilla el año siguiente.